# Червоний Сад
Червоний Сад (біл. вёска Красний Сад) — село в складі Березинського району Мінської області, Білорусь. Село підпорядковане Поплавській сільській раді, розташоване в східній частині області.